# Simulium piscicidium
Simulium piscicidium es una especie de insecto del género Simulium, familia Simuliidae, orden Diptera.
Fue descrita científicamente por Riley, 1870.